# Aquastar
Aquastar es una empresa fabricante de relojes suiza, fundada en 1962 por Frédéric Robert, relojero, buceador y capitán de barcos de vela, miembro de la quinta generación de la familia de relojeros que fundó la marca Jean Richard a finales del siglo XIX. La firma se ha hecho conocida por sus instrumentos especializados y relojes de buceo profesional. En 1962, la empresa Jeanrichard S.A. cambió su nombre a Aquastar S.A. para reflejar su nuevo enfoque.

## Historia
Aquastar se estableció en Ginebra, Suiza, cuando Frédéric Robert se hizo cargo de la marca de relojes JeanRichard, que había sido administrada por su padre. Robert rebautizó la empresa como Aquastar para enfatizar su enfoque en la creación de relojes funcionales para uso acuático.
Frederic Robert presentó numerosas patentes para relojes de buceo que iban a sentar las bases para el desarrollo y la evolución del reloj de buceo, entre ellas, un nuevo tipo de junta para las coronas y los pulsadores de los relojes, un anillo de fricción que impedía que el bisel giratorio se deslizara, el bisel sin descompresión para múltiples inmersiones y muchas más. Aquastar construyó el predecesor del ordenador de buceo digital actual, compuesto por un panel que se sujetaba a la muñeca y que contenía un reloj de buceo resistente al agua con un bisel giratorio para medir el tiempo de inmersión, una brújula, un termómetro y un medidor de profundidad. El panel también incluía las tablas de buceo sin descompresión de Marine Nationale.
En la década de 1960, la firma se hizo conocida por sus características innovadoras, en particular las destinadas a los buceadores profesionales. La marca recibió múltiples patentes, incluida una para el bisel giratorio interior utilizado en el Model 63 y otra para el bisel de descompresión incluido en el Deepstar. Estas innovaciones se incorporaron a una gama de modelos diseñados para el buceo y el cronometraje de regatas, como el Benthos y el Regate.
Los relojes Aquastar inicialmente solo estaban disponibles a través de tiendas de equipos de buceo profesionales como Scubapro y Aqualung, y no estaban a la venta a través de los canales minoristas tradicionales de joyería y relojes. Sin embargo, este modelo de distribución cambió en la década de 1970.
En 1975, después de la jubilación de Frédéric Robert, Aquastar se vendió al Grupo Eren. Bajo la nueva propiedad, la marca amplió su distribución y puso sus relojes de buceo y deportivos a disposición de un público más amplio. En 1982, los hermanos Seinet adquirieron Aquastar. Uno de los hermanos, marino y relojero de tercera generación, continuó la tradición de la marca de producir relojes de navegación y buceo. Aquastar también introdujo relojes con maquinaria de cuarzo durante este período, en respuesta a las preferencias cambiantes de los consumidores.
Desde la década de 1980 hasta 2018, la firma se centró en el desarrollo de relojes de cronometraje de regata, así como modelos de cuarzo que tuvieron éxito comercial.
En 2019, Aquastar fue adquirida por Synchron Group bajo la dirección de Rick Marei y trasladó su sede comercial a la localidad de Biena, en Suiza.

## Líneas de productos
Aquastar ha presentado varios modelos en su historia, muchos de los cuales son muy apreciados por los coleccionistas. Entre los modelos destacados se incluyen:
- Modelo 60
- Aquastar Atoll
- Aquastar Seatime
- Aquastar Deepstar[25]
- Aquastar Regate[26]
- Aquastar Benthos 500[27]
- Aquastar Ethos